# أليساندرو فارينا
أليساندرو فارينا (بالإيطالية: Alessandro Farina)‏ (20 فبراير 1979 بأولبيا في إيطاليا - ) هو لاعب كرة قدم إيطالي في مركز الدفاع. لعب مع ASD Città di Acireale 1946 ‏ وCavese 1919 ‏ وFermana FC ‏ ولاتينا كالتشيو وأولبيا كالسيو 1905 ونادي غروسيتو.

## وصلات خارجية
- أليساندرو فارينا على موقع قاعدة بيانات كرة القدم.إي يو (الإنجليزية)